# Championnat de Yougoslavie de football 1986-1987
Navigation
Saison précédente Saison suivante
La saison 1986-1987 du Championnat de Yougoslavie de football est la cinquante-huitième édition du championnat de première division en Yougoslavie. Les dix-huit meilleurs clubs du pays prennent part à la compétition et sont regroupées en une poule unique où chaque formation affronte deux fois ses adversaires, à domicile et à l'extérieur. En fin de saison, les deux derniers du classement sont relégués et remplacés par les deux meilleures équipes de deuxième division.
C'est le club du FK Partizan Belgrade, tenant du titre, qui remporte la compétition, en terminant en tête du classement final, avec un point d'avance sur le FK Velez Mostar et deux sur le FK Étoile rouge de Belgrade. C'est le 11e titre de champion de Yougoslavie de l'histoire du club.

## Conséquences de la saison dernière
À la suite de l'affaire des matchs soupçonnés d'avoir été arrangés lors de la dernière journée de la saison précédente, la fédération avait fait rejouer les matchs et infligé une pénalité de 6 points pour les 12 clubs impliqués. Par conséquent, à la fin de cette saison, c'est le FK Vardar Skopje qui termine en tête du championnat et se qualifie donc pour la Coupe des clubs champions 1987-1988. La décision de la Cour suprême de Yougoslavie d'annuler toutes les sanctions prises contre les clubs, datée du 29 juillet 1987, rend le titre national au FK Partizan Belgrade.

## Les clubs participants
| - Partizan Belgrade - Dinamo Zagreb - FK Étoile rouge de Belgrade - Hajduk Split - FK Radnicki Nis - Promu de D2 - NK Rijeka - Spartak Subotica - Promu de D2 - NK Osijek - Buducnost Titograd | - FK Velez Mostar - NK Dinamo Vinkovci - FK Vardar Skopje - FK Sutjeska Nikšić - FK Sarajevo - FC Pristina - FK Sloboda Tuzla - FK Željezničar Sarajevo - NK Celik Zenica |

## Compétition

### Classement à la fin de la saison
Le classement est effectué en utilisant le barème classique (victoire à 2 points, match nul un point, défaite zéro point).
| Rang | Équipe                         | Pts | J  | G  | N  | P  | Bp | Bc | Diff |
| ---- | ------------------------------ | --- | -- | -- | -- | -- | -- | -- | ---- |
| 1    | FK Vardar Skopje               | 38  | 34 | 15 | 8  | 11 | 40 | 39 | +1   |
| 2    | FK Partizan Belgrade T -6      | 37  | 34 | 16 | 11 | 7  | 58 | 29 | +29  |
| 3    | FK Velez Mostar -6             | 36  | 34 | 19 | 4  | 11 | 65 | 46 | +19  |
| 4    | Hajduk Split C                 | 36  | 34 | 14 | 8  | 12 | 41 | 41 | 0    |
| 5    | FK Étoile rouge de Belgrade -6 | 35  | 34 | 16 | 9  | 9  | 57 | 37 | +20  |
| 6    | NK Osijek                      | 34  | 34 | 15 | 4  | 15 | 40 | 44 | -4   |
| 7    | NK Rijeka -6                   | 32  | 34 | 14 | 10 | 10 | 44 | 42 | +2   |
| 8    | NK Dinamo Zagreb -6            | 31  | 34 | 14 | 9  | 11 | 49 | 43 | +6   |
| 9    | Buducnost Titograd -6          | 31  | 34 | 14 | 9  | 11 | 40 | 36 | +4   |
| 10   | FC Pristina                    | 29  | 34 | 11 | 7  | 16 | 35 | 48 | -13  |
| 11   | FK Željezničar Sarajevo -6     | 28  | 34 | 14 | 6  | 14 | 55 | 46 | +9   |
| 12   | FK Sutjeska Niksic -6          | 28  | 34 | 12 | 10 | 12 | 50 | 52 | -2   |
| 13   | FK Sloboda Tuzla               | 28  | 34 | 9  | 10 | 15 | 38 | 44 | -6   |
| 14   | FK Radnicki Nis P              | 28  | 34 | 9  | 10 | 15 | 29 | 39 | -10  |
| 15   | NK Dinamo Vinkovci             | 28  | 34 | 10 | 8  | 16 | 29 | 51 | -22  |
| 16   | NK Celik Zenica -6             | 27  | 34 | 14 | 5  | 15 | 48 | 52 | -4   |
| 17   | FK Sarajevo -6                 | 27  | 34 | 12 | 9  | 13 | 39 | 49 | -10  |
| 18   | Spartak Subotica P             | 19  | 34 | 5  | 9  | 20 | 30 | 49 | -19  |

|  | Qualification pour la Coupe d'Europe des clubs champions 1987-1988                          |
|  | Qualification pour la Coupe des Coupes 1987-1988                                            |
|  | Qualification pour la Coupe UEFA 1987-1988                                                  |
|  | Relégation directe en deuxième division                                                     |
|  | T : Tenant du titre C : Vainqueur de la Coupe de Yougoslavie P : Promu de deuxième division |

### Classement après la décision de la Cour suprême
Le classement est effectué en utilisant le barème classique (victoire à 2 points, match nul un point, défaite zéro point).
| Rang | Équipe                      | Pts | J  | G  | N  | P  | Bp | Bc | Diff |
| ---- | --------------------------- | --- | -- | -- | -- | -- | -- | -- | ---- |
| 1    | FK Partizan Belgrade T      | 43  | 34 | 16 | 11 | 7  | 58 | 29 | +29  |
| 2    | FK Velez Mostar             | 42  | 34 | 19 | 4  | 11 | 65 | 46 | +19  |
| 3    | FK Étoile rouge de Belgrade | 41  | 34 | 16 | 9  | 9  | 57 | 37 | +20  |
| 4    | NK Rijeka                   | 38  | 34 | 14 | 10 | 10 | 44 | 42 | +2   |
| 5    | FK Vardar Skopje            | 38  | 34 | 15 | 8  | 11 | 40 | 39 | +1   |
| 6    | Dinamo Zagreb               | 37  | 34 | 14 | 9  | 11 | 49 | 43 | +6   |
| 7    | Buducnost Titograd          | 37  | 34 | 14 | 9  | 11 | 40 | 36 | +4   |
| 8    | Hajduk Split C              | 36  | 34 | 14 | 8  | 12 | 41 | 41 | 0    |
| 9    | FK Željezničar Sarajevo     | 34  | 34 | 14 | 6  | 14 | 55 | 46 | +9   |
| 10   | FK Sutjeska Niksic          | 34  | 34 | 12 | 10 | 12 | 50 | 52 | -2   |
| 11   | NK Osijek                   | 34  | 34 | 15 | 4  | 15 | 40 | 44 | -4   |
| 12   | NK Celik Zenica             | 33  | 34 | 14 | 5  | 15 | 48 | 52 | -4   |
| 13   | FK Sarajevo                 | 33  | 34 | 12 | 9  | 13 | 39 | 49 | -10  |
| 14   | FC Pristina                 | 29  | 34 | 11 | 7  | 16 | 35 | 48 | -13  |
| 15   | FK Sloboda Tuzla            | 28  | 34 | 9  | 10 | 15 | 38 | 44 | -6   |
| 16   | FK Radnicki Nis P           | 28  | 34 | 11 | 8  | 15 | 29 | 39 | -10  |
| 17   | NK Dinamo Vinkovci          | 28  | 34 | 10 | 8  | 16 | 29 | 51 | -22  |
| 18   | Spartak Subotica P          | 19  | 34 | 5  | 9  | 20 | 30 | 49 | -19  |

|  | Qualification pour la Coupe d'Europe des clubs champions 1987-1988                          |
|  | Qualification pour la Coupe des Coupes 1987-1988                                            |
|  | Qualification pour la Coupe UEFA 1987-1988                                                  |
|  | Relégation directe en deuxième division                                                     |
|  | T : Tenant du titre C : Vainqueur de la Coupe de Yougoslavie P : Promu de deuxième division |

## Bilan de la saison
| Championnat de Yougoslavie de football 1986-1987                        |                                  |
| Champion                                                                | FK Partizan Belgrade (11e titre) |
| Coupes et trophées                                                      |                                  |
| Vainqueur de la Coupe de Yougoslavie 1986-1987                          | Hajduk Split                     |
| Qualifications continentales                                            |                                  |
| Coupe d'Europe des clubs champions 1987-1988                            | FK Vardar Skopje                 |
| Coupe des Coupes 1987-1988                                              | Hajduk Split                     |
| Coupe UEFA 1987-1988                                                    | FK Partizan Belgrade             |
| Coupe UEFA 1987-1988                                                    | FK Velez Mostar                  |
| Coupe UEFA 1987-1988                                                    | FK Étoile rouge de Belgrade      |
| Promotions et relégations                                               |                                  |
| Promus en Prva Liga                                                     | FK Vojvodina Novi Sad            |
| Promus en Prva Liga                                                     | FK Rad Belgrade                  |
| Relégués en Championnat de Yougoslavie de football de deuxième division | NK Dinamo Vinkovci               |
| Relégués en Championnat de Yougoslavie de football de deuxième division | Spartak Subotica                 |